# Apios americana
Американський земляний горіх (Apios americana) — вид рослини родини бобові.

## Назва
В англійській мові має назву «земляний горіх» (англ. groundnut), «болотяна картопля» (англ. bog potato).

## Будова
Багаторічна ліана, що збирається по кущах та травах, обвиваючи їх проти часової стрілки. Листя складне. Має дуже запашні рожеві чи коричнево-червоні квіти, що з'являються раннім літом. Квіти до 12 мм мають типову для гороху структуру, зібрані у компактні суцвіття 7,5-12,5 см. Насіння — стручок 5-12 см довжини, що містить 6-13 коричневих насінин. Рослина здатна фіксувати азот в ґрунті. Підземні кореневища з коричневою шкіркою та білі всередині.

## Поширення та середовище існування
Зростає у Північній Америці на болотах та біля води.

## Практичне використання
Кореневище вживають у їжу як картоплю. У Японії та Південній Кореї рослину вирощують у промислових масштабах. Відомо, що до появи Американського земляного гороху в Японії, на острові Хоккайдо вживали в їжу місцеву рослину «годоймо» англ. hodoimo (Apios fortunei). Рослину активно пропагував лікар Кійочіка Гошікава англ. Dr. Kiyochika Hoshikawa. Американський земляний горіх рекламують як здорову їжу.

## Галерея

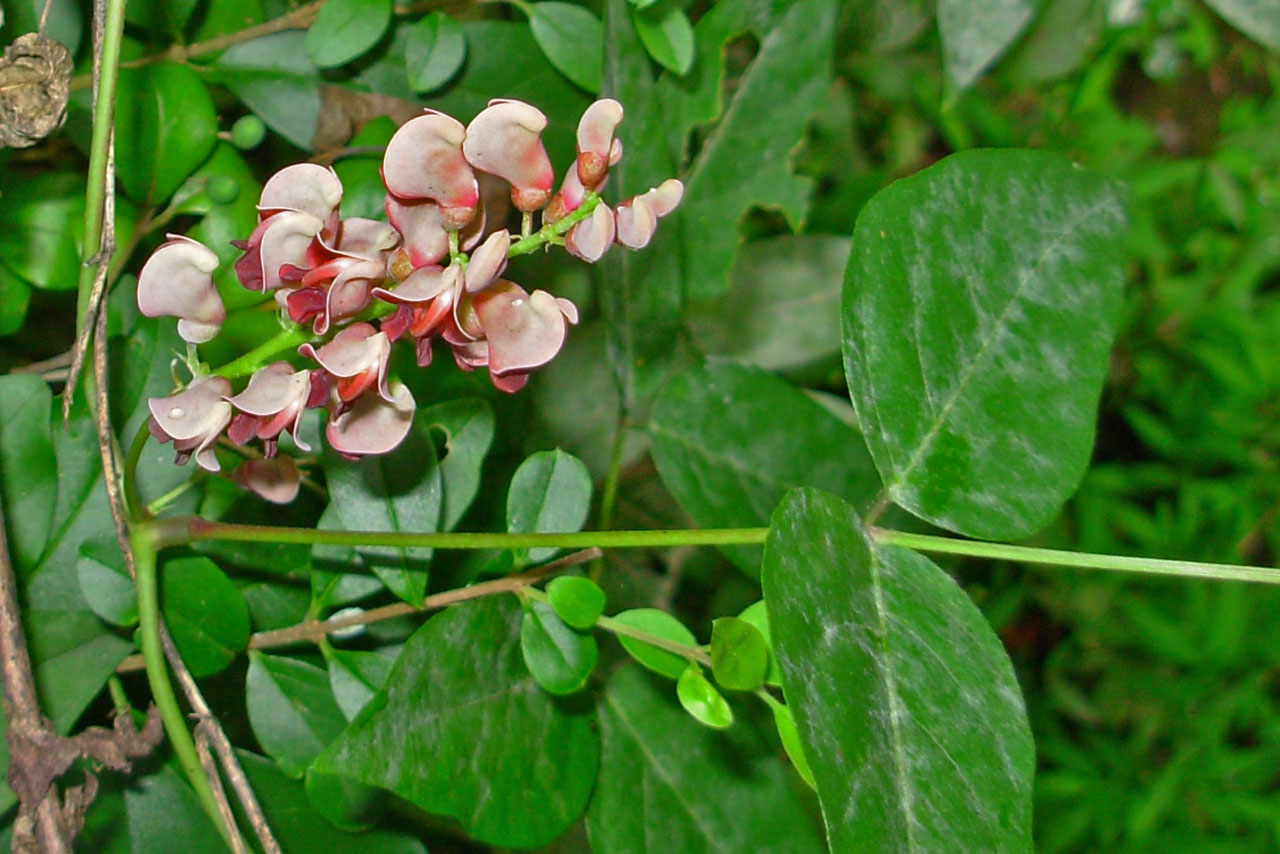
Квіти та листя
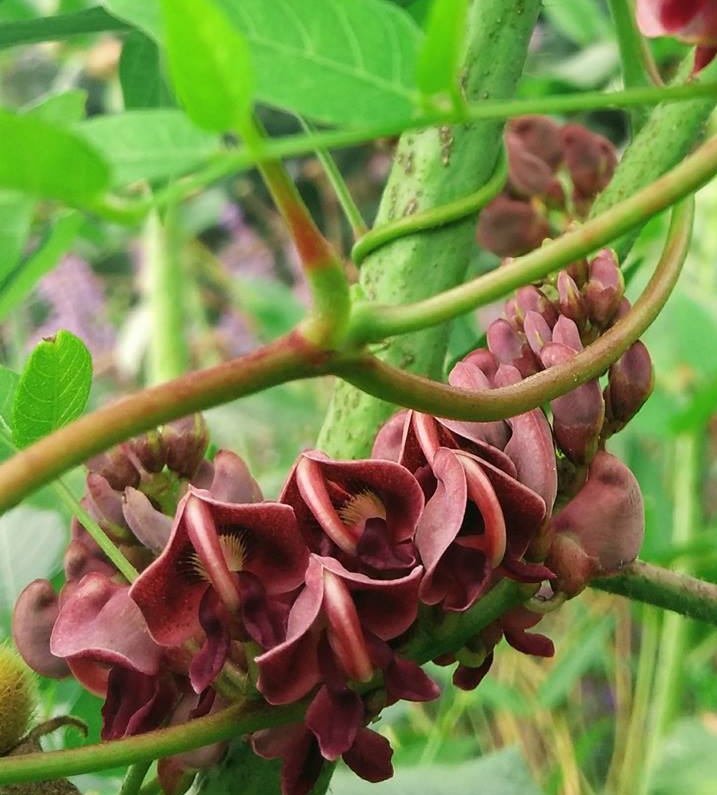
Квіти та листя
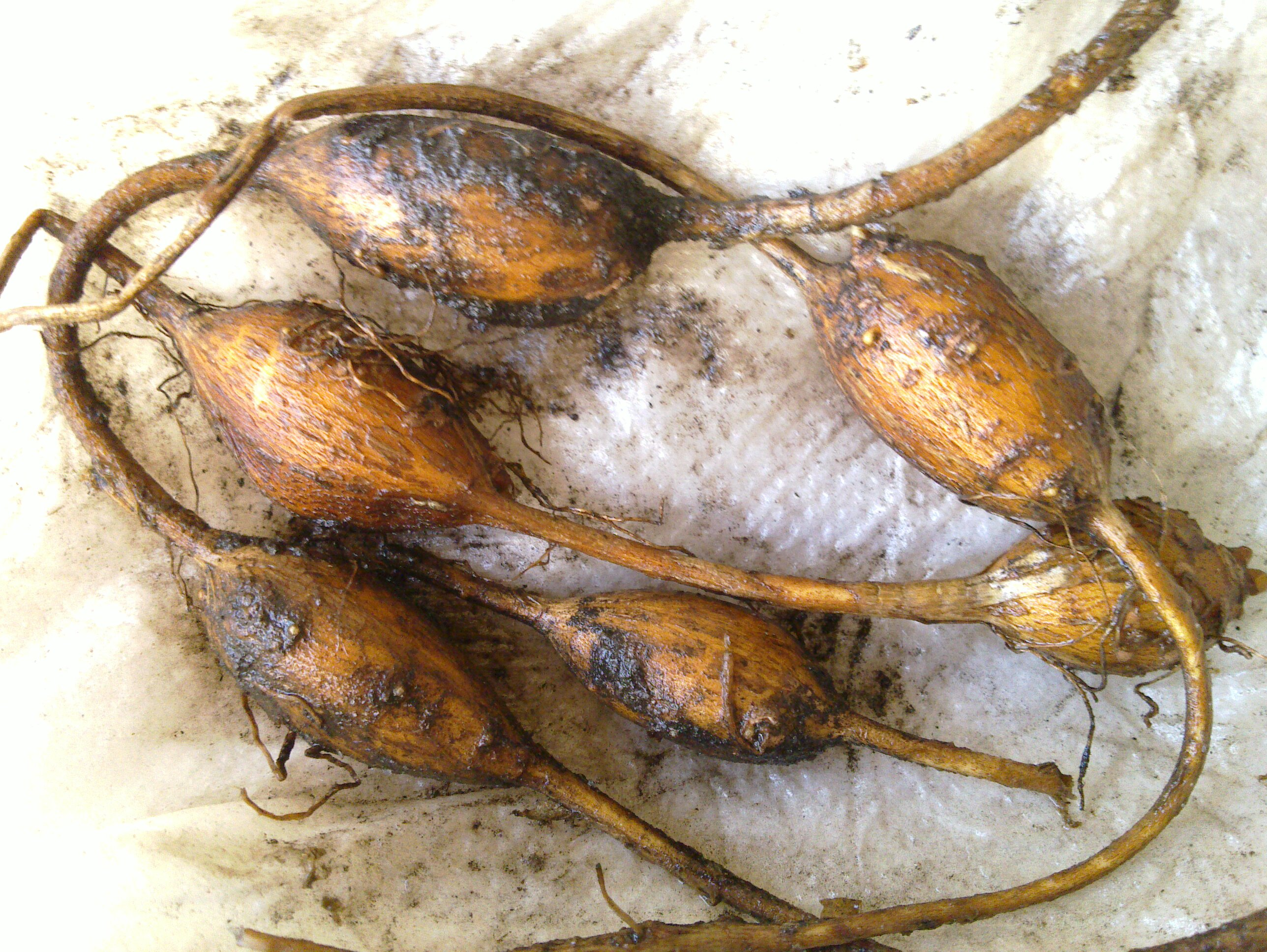
Кореневище